# Ozierskie
Ozierskie – wieś w Polsce położona w województwie podlaskim, w powiecie sokólskim, w gminie Krynki.
W czasach zaborów w granicach Imperium Rosyjskiego, w guberni grodzieńskiej, w powiecie grodzieńskim.
W latach 1921–1939 ówczesna kolonia leżała w Polsce, w województwie białostockim, w powiecie grodzieńskim, w gminie Krynka. Według Powszechnego Spisu Ludności z 1921 roku zamieszkiwało tu 61 osób, 25 było wyznania rzymskokatolickiego, 35 prawosławnego a 1 ewangelickiego. 60 mieszkańców zadeklarowało polską przynależność narodową a 1 inną. Było tu 10 budynków mieszkalnych.
Miejscowość należała do parafii prawosławnej i rzymskokatolickiej w Krynkach. Podlegała pod Sąd Grodzki w Krynkach i Okręgowy w Grodnie; właściwy urząd pocztowy mieścił się w Krynkach.
W wyniku napaści ZSRR na Polskę we wrześniu 1939 miejscowość znalazła się pod okupacją sowiecką. 2 listopada została włączona do Białoruskiej SRR. 4 grudnia 1939 włączona do nowo utworzonego obwodu białostockiego. Od czerwca 1941 roku pod okupacją niemiecką. 22 lipca 1941 r. włączona w skład okręgu białostockiego III Rzeszy.
W latach 1975–1998 miejscowość administracyjnie należała do województwa białostockiego.